# 委内瑞拉石油工业
在西班牙人來到南美洲以前，委内瑞拉的原住民已经發現了石油。 
2008年，委内瑞拉的原油产量達2,394,020桶每日（380,619立方每日） ，该国还是世界第八大石油净出口国。委内瑞拉也是石油输出国组织的创始成员。 
截至2020年，委内瑞拉的已探明石油储量全球第一，儲量估计为3040亿桶，占全球储量的18%。该国曾经是世界上最大的石油出口国之一，但石油行业自2012年达到顶峰後便出现了大幅下滑。